# Insieme gran canonico

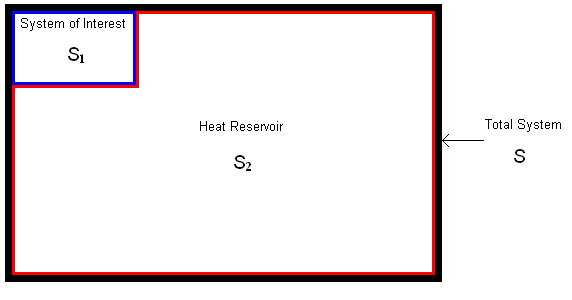
Sottosistema immerso in un serbatoio termico

In meccanica statistica, l'insieme gran canonico è un insieme statistico, intendendo con ciò l'accezione di ensemble di Gibbs, cioè una raccolta di sistemi identici, tutti egualmente compatibili con le condizioni macroscopiche del sistema, ciascuno dei quali è in equilibrio termodinamico con una sorgente esterna (detta spesso 'termostato') con la quale può scambiare energia e particelle (detta per questo anche 'serbatoio').
Mentre nell'insieme microcanonico l'energia viene considerata costante e nell'insieme canonico si considerano costanti temperatura e numero di particelle, nell'insieme grancanonico si considerano invece sia le fluttuazioni di energia che del numero delle particelle.

## Aspetti generali
L'insieme delle coordinate generalizzate con cui descriviamo il moto delle particelle che compongono il sistema, può essere descritto nello spazio delle fasi: in questo modo tutti gli stati che compongono il sistema sono rappresentati da punti dello spazio delle fasi e viceversa. Si definisce densità di punti nello spazio delle fasi {\displaystyle \rho (p,q,t)} la densità dei punti rappresentativi del sistema di {\displaystyle N} particelle, volume {\displaystyle V} e temperatura {\displaystyle T}.
Consideriamo un sottosistema di interesse (vedi figura) {\displaystyle S_{1}} immerso in un serbatoio termico {\displaystyle S_{2}} e supponiamo che nel sistema {\displaystyle S_{1}} di volume {\displaystyle V_{1}} vi siano {\displaystyle N_{1}} particelle; allora in {\displaystyle V_{2}} vi saranno {\displaystyle N_{2}=N-N_{1}} particelle, con:
{\displaystyle N_{1}\ll N_{2}}
e
{\displaystyle V_{1}\ll V_{2}}
Trascurando le interazioni tra particelle (comunque piccole) possiamo scrivere l'hamiltoniana del sistema totale come:
{\displaystyle {\mathcal {H}}(q,p,t)={\mathcal {H}}_{1}(p_{1},q_{1},N_{1})+{\mathcal {H}}(p_{2},q_{2},N-N_{1})}
Allora il volume nello spazio delle fasi:
{\displaystyle \Gamma =\Gamma (V_{1},N_{1})+\Gamma (V_{2},N-N_{1})\ }
Utilizziamo la funzione di partizione dell'insieme canonico:
{\displaystyle Z=\sum _{N_{1}=0}^{N}Z(T,V_{1},N_{1})\cdot Z(T,V_{2},N-N_{1})}
Scegliamo la normalizzazione della funzione di partizione in modo che:
{\displaystyle {\frac {Z(N_{1})Z(N-N_{1})}{Z}}=1}
Calcoliamo la probabilità di trovare {\displaystyle N_{1}} particelle in {\displaystyle V_{1}}:
{\displaystyle P(N_{1})={\frac {Z(N_{1})Z(N-N_{1})}{Z}}={\frac {Z(N_{1})\cdot \int d\Gamma ^{(N-N_{1})}e^{-\beta {\mathcal {H}}(N-N_{1})}}{Z}}={\frac {\int d^{3N}p_{1}d^{3N}q_{1}e^{-\beta {\mathcal {H}}(N_{1})}\cdot \int d^{3N}p_{2}d^{3N}q_{2}e^{-\beta {\mathcal {H}}(N-N_{1})}}{Z}}}
quindi integro solo in {\displaystyle q_{1},p_{1}}:
{\displaystyle \rho =e^{-\beta {\mathcal {H}}}{\frac {Z(N-N_{1})}{Z}}}
Dal momento che:
{\displaystyle S=-kT\log Z\,\,\Rightarrow \,\,Z=e^{-\beta S}}
riscrivo:
{\displaystyle \rho =e^{-\beta {\mathcal {H}}}e^{-\beta (S(N-N_{1})-S(N))}}
Espandiamo al primo ordine {\displaystyle S(T,V_{2},N-N_{1})}:
{\displaystyle S(T,V_{2},N-N_{1})\simeq S(T,V_{2},N_{2})+\left({\frac {\partial S}{\partial V_{2}}}\right)(V_{2}-V)+{\frac {\partial S}{\partial N_{2}}}(N_{2}-N)=S(T,V_{2},N_{2})-{\frac {\partial S}{\partial V_{2}}}V_{1}-{\frac {\partial S}{\partial N_{2}}}N_{1}}
Siccome {\displaystyle V_{2}\simeq V} e {\displaystyle N_{2}\simeq N} si ha:
{\displaystyle S(T,V_{2},N_{2})\simeq S(T,V,N)+P_{1}V_{1}-\mu N_{1}}
dove si sono usate le relazioni di Maxwell per la pressione e per il potenziale chimico:
{\displaystyle \left({\frac {\partial S}{\partial V_{2}}}\right)_{V}=-P_{2}\,\,\,\,\,\,\left({\frac {\partial S}{\partial N_{2}}}\right)_{N}=\mu }
Sostituendo otteniamo:
{\displaystyle \rho =e^{-\beta {\mathcal {H}}}e^{-\beta [S(T,V,N)+P_{1}V_{1}-\mu N_{1}-S(T,V,N)]}=e^{-\beta {\mathcal {H}}}e^{-\beta PV+\beta \mu N}}

## Metodo dei numeri di occupazione
Deriviamo la distribuzione grancanonica con la teoria dell'ensemble. Consideriamo {\displaystyle {\mathcal {N}}} sistemi identici per dati {\displaystyle T}, {\displaystyle V} e {\displaystyle \mu }. Dividiamo lo spazio delle fasi del sistema in celle {\displaystyle \Delta \sigma _{i,N}} di uguale grandezza, dove l'indice i denota la numerazione della cella ed {\displaystyle N} è il numero di particelle presenti. Vogliamo calcolare la distribuzione più probabile {\displaystyle \{n_{i,N}^{*}\}} dei numeri di occupazione. I numeri di occupazione hanno ora tre vincoli:
{\displaystyle \sum _{i,N}n_{i,N}=N}
il numero totale di sistemi nell'ensemble,
{\displaystyle \sum _{i,N}E_{i}\cdot n_{i,N}=N\cdot \langle E_{i}\rangle =U}
dove {\displaystyle \langle E_{i}\rangle } è l'energia media per cella, {\displaystyle U} l'energia media del sistema all'equilibrio,
{\displaystyle \sum _{i,N}N\cdot n_{i,N}=N\cdot \langle N\rangle }
il numero di particelle per cella non è fissato, ma all'equilibrio assume un valore medio. In base a quanto sappiamo dall'ensemble microcanonico il numero totale di distribuzioni è:
{\displaystyle W\{n_{i,N}\}={\mathcal {N}}\prod _{i,N}{\frac {(\omega _{i,N})^{n_{i,N}}}{n_{i,N}!}}}
dove ancora {\displaystyle \omega _{i,N}} è la probabilità elementare di trovare un microstato nella cella {\displaystyle \Delta \sigma _{i,N}} con numero {\displaystyle N} di particelle. La distribuzione più probabile è cercata massimizzando il logaritmo della precedente, con i moltiplicatori di Lagrange {\displaystyle \lambda ,-\beta ,\alpha } per i tre vincoli:
{\displaystyle d\ln W\{n_{i,N}\}=-\sum _{i,N}[\ln n_{i,N}-\ln \omega _{i,N}]dn_{i,N}=0\ }
dove:
{\displaystyle \lambda \sum _{i,N}dn_{i,N}=0\ }
{\displaystyle -\beta \sum _{i,N}E_{i}dn_{i,N}=0\ }
{\displaystyle \alpha \sum _{i,N}Ndn_{i,N}=0\ }
Usando queste abbiamo:
{\displaystyle \sum {i,N}(\ln n_{i,N}-\ln \omega _{i,N}-\lambda +\beta E_{i}-\alpha N)dn_{i,N}=0}
In definitiva essendo le {\displaystyle dn_{i,N}} indipendenti affinché l'equazione sopra si annulli è necessario che:
{\displaystyle \ln n_{i,N}-\ln \omega _{i,N}-\lambda +\beta E_{i}-\alpha N=0\ }
dalla quale si ricava:
{\displaystyle n_{i,N}^{*}=\omega _{i,N}e^{\lambda }e^{-\beta E_{i}+\alpha N}}
Abbiamo dunque:
{\displaystyle \rho (T,V,\mu )={\frac {n_{i,N}^{*}}{\mathcal {N}}}={\frac {e^{-\beta E_{i}+\alpha N}}{\sum _{i,N}e^{-\beta E_{i}+\alpha N}}}}
Questa è la distribuzione gran canonica. Il denominatore rappresenta ancora la funzione di gran partizione nel formalismo dei numeri di occupazione:
{\displaystyle {\mathcal {Z}}=\sum _{i,N}e^{-\beta E_{i}+\alpha N}}
I tre moltiplicatori di Lagrange possono essere ricavati dai vincoli imposti al sistema oppure direttamente dalla definizione di entropia:
{\displaystyle S=\langle k_{B}\ln \rho \rangle }
In tal caso basta sostituire per ottenere:
{\displaystyle S(\beta ,V,\alpha )=k_{B}\ln {\mathcal {Z}}(\beta ,V,\alpha )+k_{B}\beta \langle H\rangle -k_{B}\alpha \langle N\rangle }
dove {\displaystyle H} è l'hamiltoniana del sistema. Ora se identifichiamo {\displaystyle \langle H\rangle =U} ed {\displaystyle \langle N\rangle =N} otteniamo:
{\displaystyle {\frac {\partial S}{\partial U}}={\frac {\partial \beta }{\partial U}}{\frac {\partial }{\partial \beta }}k_{B}\ln {\mathcal {Z}}(\beta ,V,\alpha )+k_{B}{\frac {\partial \beta }{\partial U}}U+k_{B}\beta }
otteniamo:
{\displaystyle {\frac {\partial S}{\partial U}}={\frac {1}{T}}-k_{B}\beta \,\,\Rightarrow \,\,\beta ={\frac {1}{kT}}}
Ancora se deriviamo:
{\displaystyle {\frac {\partial S}{\partial N}}={\frac {\partial \alpha }{\partial N}}{\frac {\partial }{\partial \alpha }}k_{B}\ln {\mathcal {Z}}(\beta ,V,\alpha )-k_{B}{\frac {\partial \alpha }{\partial N}}N-k_{B}\alpha }
che con pochi passaggi fornisce:
{\displaystyle {\frac {\partial S}{\partial N}}=-{\frac {\mu }{T}}=-k_{B}\alpha \,\,\Rightarrow \,\,\alpha ={\frac {\mu }{k_{B}T}}}
In questo caso la formula dell'entropia per il gran canonico è importante perché definisce un potenziale naturale:
{\displaystyle U-TS-\mu N=-kT\ln {\mathcal {Z}}(T,V,\mu )}
in particolare il gran potenziale:
{\displaystyle \Phi (T,V,\mu )=U-TS-\mu N=-kT\ln {\mathcal {Z}}(T,V,\mu )}
oppure
{\displaystyle \Phi (T,V,\mu )=F-\mu N\ }

## Funzione di partizione gran canonica
Possiamo a questo punto definire la funzione di partizione gran canonica come segue:
{\displaystyle {\mathcal {Z}}=\sum _{N=0}^{\infty }e^{\beta \mu N}\cdot Z}
dove {\displaystyle Z} è la funzione di partizione canonica:
{\displaystyle Z=\int d\Gamma e^{-\beta {\mathcal {H}}}}
Nel formalismo di sommatoria discreta la funzione di partizione dell'insieme gran canonico è allora data da:
{\displaystyle \Xi (V,T,\mu )=\sum _{i}\sum _{j}\exp {-\beta (E_{i}-\mu N_{j})}\;\,}
La somma dell'indice i coincide con gli stati energetici del sistema. La somma sull'indice {\displaystyle j} è su tutti i numeri di partizione, dove {\displaystyle N_{j}} dà il numero di particelle nella partizione {\displaystyle j}.

## Insieme gran canonico in meccanica statistica quantistica
Un insieme di sistemi meccanici quantistici è descritto da una matrice di densità {\displaystyle \rho } che prende la forma:
{\displaystyle \rho =\sum _{k}p_{k}|\psi _{k}\rangle \langle \psi _{k}|}
dove {\displaystyle p_{k}} è la probabilità che un sistema scelto a caso dall'insieme possa trovarsi nel microstato
{\displaystyle |\psi _{k}\rangle .}
Così la traccia di {\displaystyle \rho }, denotata da {\displaystyle \mathbf {Tr} (\rho )}, è {\displaystyle 1}. Questo è l'analogo in meccanica quantistica del fatto che la regione accessibile del classico spazio di fase ha probabilità totale {\displaystyle 1}.
Si assume inoltre che il sistema in questione è stazionario e pertanto non cambia nel tempo. Quindi, attraverso il teorema di Liouville, {\displaystyle [\rho ,H]=0}, quindi {\displaystyle \rho H=H\rho } dove {\displaystyle H} è l'Hamiltoniana del sistema. Così la matrice di densità che descrive {\displaystyle \rho } è diagonale nella rappresentazione dell'energia.
Supposto:
{\displaystyle H=\sum _{n}E_{i}|\psi _{i}\rangle \langle \psi _{i}|}
dove {\displaystyle E_{i}} è l'energia dell'{\displaystyle i}-esimo autostato di energia. Se un sistema all'{\displaystyle i}-esimo autostato di energia ha {\displaystyle n_{i}} particelle, la corrispondente osservabile, chiamata operatore numero, è data da:
{\displaystyle N=\sum _{n}n_{i}|\psi _{i}\rangle \langle \psi _{i}|.}
Da considerazioni derivanti dalla fisica classica, sappiamo che lo stato
{\displaystyle |\psi _{i}\rangle }
ha probabilità (non normalizzata)
{\displaystyle p_{i}=e^{-\beta (E_{i}-\mu n_{i})}\,.}
Così l'insieme gran canonico in stato misto è:
{\displaystyle \rho =\sum _{i}p_{i}|\psi _{i}\rangle \langle \psi _{i}|=\sum _{i}e^{-\beta (E_{i}-\mu n_{i})}|\psi _{i}\rangle \langle \psi _{i}|=e^{-\beta (H-\mu N)}.}
La gran partizione, la costante di normalizzazione perché {\displaystyle \mathbf {Tr} (\rho )} sia {\displaystyle 1}, è:
{\displaystyle {\mathcal {Z}}=\mathbf {Tr} [e^{-\beta (H-\mu N)}].}

### Una dimostrazione alternativa
Si può partire anche dalla stessa distribuzione di Boltzmann per la probabilità:
{\displaystyle \omega _{n}=Ae^{-{\frac {E_{n}}{kT}}}}
prendendo in considerazione il fatto che stavolta il numero di particelle può variare, per cui i livelli energetici e tutte le grandezze dipendono esplicitamente anche da {\displaystyle N}, per cui:
(1){\displaystyle \;\;\;\omega _{nN}=Ae^{(\mu N-E_{nN})/kT}}
Questa espressione può essere facilmente ottenuta considerando che:
{\displaystyle dS={\frac {dE}{T}}+{\frac {P}{T}}dV-{\frac {\mu }{T}}dN}
Possiamo ulteriormente esplicitare tale distribuzione ricavando l'entropia dalla (1):
{\displaystyle S=-\ln \omega _{nN}=-\ln A-{\frac {\mu {\bar {N}}}{T}}+{\frac {\bar {E}}{T}}}
e riscrivendo {\displaystyle {\bar {E}}-TS=F} e {\displaystyle F-\mu {\bar {N}}=\Omega } allora la (1) assume la forma:
(2){\displaystyle \;\;\;\omega _{nN}=exp\left({\frac {\Omega +\mu N-E_{nN}}{kT}}\right)}
La normalizzazione è data da:
{\displaystyle \sum _{N}\sum _{n}\omega _{nN}=e^{\Omega /kT}\sum _{N}\left(e^{\mu N/kT}\sum _{n}e^{-E_{nN}/kT}\right)=1}
sommando prima su {\displaystyle n} ad {\displaystyle N} fissato e poi su {\displaystyle N}.
Dalla condizione di normalizzazione si ricava il potenziale termodinamico granpotenziale:
{\displaystyle \Omega =-kT\ln \sum _{N}\left(e^{\mu N/kT}\sum _{n}e^{-E_{nN}/kT}\right)}
Le altre grandezze si ricavano da questo potenziale.